# لاست هیلز (کالیفرنیا)
لاست هیلز (به انگلیسی: Lost Hills) یک منطقهٔ مسکونی در ایالات متحده آمریکا است که در شهرستان کرن، کالیفرنیا واقع شده‌است. لاست هیلز ۱۴٫۴۰۹ کیلومتر مربع مساحت و ۲٬۴۱۲ نفر جمعیت دارد و ۹۳ متر بالاتر از سطح دریا واقع شده‌است.